# Разимско езеро
Разимското езеро (или Разим, на румънски: Limanul Razim и Razelm) е езеро в Северна Добруджа, Румъния.
Това е най-голямото езеро в Румъния. По същество са състои от комплекс, формиран от няколко лимана и лагуни в делтата на река Дунав. Захранва се с вода от Дунав чрез канали.

## Хидрография
Разделя се на две групи – сладководна северна и южна със солена вода. Отделено е от морето от пясъчна коса, възникнала поради специфичните течения и наноси, и прорязана от пролива Портица. Общата площ на цялата група езера е променлива – около 900 km², площта, а самото Разимско езеро е около 415 km²; като навлиза в сушата до 35 km. Плитководно поради речните наноси. Езерото Разим се захранва се опреснява от водите на река Дунав, навлизащи от Георгиевския ръкав по канала Дранов.